# José Luis Rondo
José Luis Rondo Polo (Palma de Mallorca, Espanha, 19 de março de 1976) é um ex-futebolista guinéu-equatoriano nascido na Espanha, de pai guinéu-equatoriano e mãe espanhola.